# Abades (Tenerife)
Abades, oficialmente denominado Los Abriguitos, es un núcleo de población perteneciente a la localidad de Porís de Abona, en el municipio de Arico de la provincia de Santa Cruz de Tenerife —Canarias, España—.

## Toponimia
El nombre de Abades proviene de la urbanización desarrollada en la zona en la década de 1980, que a su vez tomó el nombre de  la montaña existente en las proximidades.
Oficial y originalmente el núcleo se denomina Los Abriguitos, que hace referencia a las pequeñas calas que existen en su costa y que servían de refugio o abrigo para las embarcaciones.

## Geografía
Se trata de uno de los núcleos costeros del municipio de Arico, ubicándose entre los núcleos de Porís de Abona y La Jaca, a unos ocho kilómetros de la capital municipal. Se halla a una altitud media de 26 m s. n. m., abarcando una superficie de 0,662 km².
Está formado por una urbanización de unas ochocientas viviendas, de uno o dos pisos, de color blanco.
Cuenta con un centro social polivalente para personas mayores, la escuela de educación infantil municipal Saltimbanquis, la ermita de nuestra señora del Carmen, un polideportivo con canchas de fútbol sala, tenis, baloncesto y bola canaria, varias plazas públicas, así como con bares, restaurantes y algunos pequeños comercios, además de un pequeño embarcadero y una zona de estacionamiento de caravanas.
Desde el núcleo se accede a las populares playas de Los Abriguitos o Abades, y de Cardones.

## Historia
Esta zona comenzó a desarrollarse en el año 1978 gracias a la construcción del aeropuerto de Tenerife Sur y de la autopista del sur. Entre 1978 y 1986, esta zona era conocida como Los Abriguitos y numerosas barracas de madera fueron construidas arbitrariamente por turistas canarios venidos de otras partes de la isla.
En 1986 todas las estancias emplazadas fueron quemadas y el proyecto de la urbanización de Abades empezó con la construcción de un muro protector en frente del mar, la plaza central y una pequeña capilla. En 1988 la salida de la autopista es definitiva, en 1993 todas las rutas fueron convertidas en carreteras de asfalto y las canchas de tenis y baloncesto terminadas.

## Demografía
| Año        | 2000 | 2005 | 2010 | 2015 | 2020 |
| ---------- | ---- | ---- | ---- | ---- | ---- |
| Habitantes | 236  | 557  | 741  | 691  | 813  |

## Fiestas
En Los Abriguitos se celebran fiestas patronales en honor a la virgen del Carmen a mediados de agosto.

## Deportes
Una de las estrellas actuales de la selección española de fútbol campeona del Mundial 2010 y jugador del F. C. Barcelona, Pedro Rodríguez Ledesma vive en esta localidad.
El polideportivo de esta localidad es nombrado como este jugador.

## Comunicaciones
El acceso a este lugar se lleva a cabo desde la autopista del sur TF-1.

### Transporte público
En autobús —guagua— queda conectado mediante las siguientes líneas de TITSA:
| Línea | Trayecto                                                              | Recorrido     |
| ----- | --------------------------------------------------------------------- | ------------- |
| 111   | Santa Cruz - Aeropuerto Sur - Los Cristianos - Costa Adeje            | Horario/Línea |
| 430   | Granadilla - Villa de Arico - El Porís - Costa Arico - Las Maretas    | Horario/Línea |
| 711   | Santa Cruz - Aeropuerto Sur - Los Cristianos - Costa Adeje (nocturno) | Horario/Línea |